# Ulla Bouvin
Ulla Birgitta Bouvin, född 21 januari 1946 i Stockholm (Engelbrekt), är en svensk miljöpartistisk politiker.

## Biografi
Bouvin var riksdagsledamot som ersättare under en månad 1990 för Paul Ciszuk. Senare blev hon kommunalpolitiker i Lindesbergs kommun.